# Astrosphaeriellaceae
Astrosphaeriellaceae is een familie van de  Ascomyceten. Het typegeslacht is Astrosphaeriella.

## Geslachten
Volgens Index Fungorum bestaat de familie uit de volgende geslachten:
- Astrosphaeriella
- Pithomyces
- Pteridiospora
- Quercicola
- Xenoastrosphaeriella